# Poetas de Black Mountain

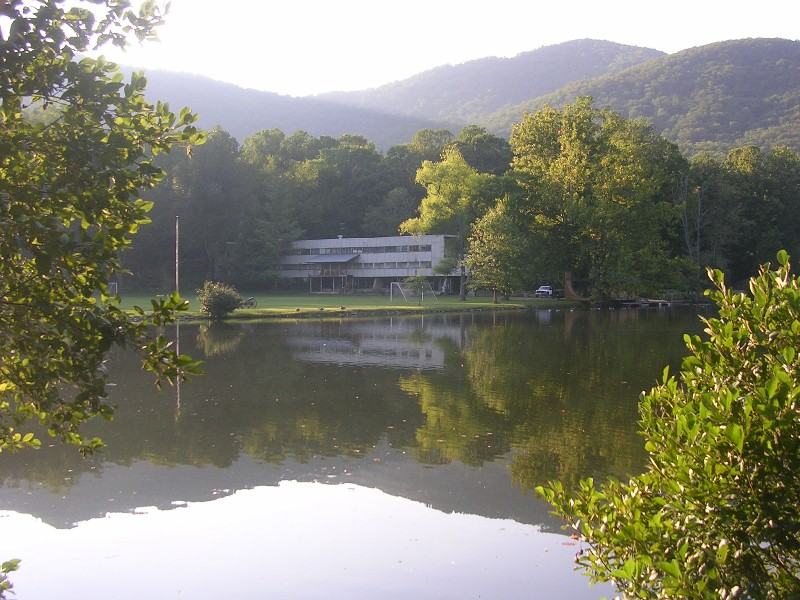
Colegio de Black Mountain.

Los poetas de Black Mountain, a veces denominados poetas proyectivistas, fue un grupo norteamericano de mediados del siglo XX de poetas avant-garde o postmodernos con base en el Black Mountain College en Carolina del Norte.

## Antecedentes
Si bien el Black Mountain Collegue solo funcionó durante 23 años (1933–1956) y tuvo menos de 1,200 estudiantes, fue una de las instituciones experimentales más destacadas en el ámbito de la educación y práctica de las artes. El Collegue sirvió de trampolín para un importante número de artistas que lideraron la avant-garde en Norteamérica en la década de 1960. Tenía un currículum extraordinario en artes visuales, literatura y artes de escena como queda en evidencia de la lista de profesores y artistas que se presenta a continuación:
Entre sus profesores de arte estaban Anni y Josef Albers, Eric Bentley, Ilya Bolotowsky, Willem y Elaine de Kooning, Buckminster Fuller, Lyonel Feininger, Franz Kline, Walter Gropius y Robert Motherwell. Entre sus estudiantes se contaban John Chamberlain, Kenneth Noland, Robert Rauschenberg, Dorothea Rockburne, James Bishop, Ruth Asawa, Stan Vanderbeek, Kenneth Snelson, y Cy Twombly. 
Entre los profesores de artes de escena estaban John Cage, Merce Cunningham, Lou Harrison, Roger Sessions, David Tudor, y Stefan Wolpe.
Entre los profesores y estudiantes de literatura estaban Robert Creeley, Fielding Dawson, Ed Dorn, Robert Duncan, Paul Goodman, Francine du Plessix Gray, Hilda Morley, Charles Olson, M. C. Richards, Arthur Penn, y John Wieners. Entre los disertadores invitados estuvieron Albert Einstein, Clement Greenberg, y William Carlos Williams.

## Verso proyectivo
En 1950, Charles Olson publicó su ensayo seminal, Verso proyectivo. En el mismo, aboga por una poesía de composición "abierta" para reemplazar a las formas poéticas cerradas por una forma improvisada que debe reflejar de manera exacta el contenido del poema. Esta forma estaría basada en la línea, y cada línea sería una unidad de respiración y enunciado. El contenido consistiría de "una percepción inmediata y conducente directamente a otra percepción ulterior". Este ensayo se convertiría en una especie de manifiesto de facto para los poetas de Black Mountain. Uno de los efectos de acotar la unidad de estructura de un poema a aquello que podía caber en un enunciado fue que los poetas de Black Mountain desarrollaron un estilo distintivo de dicción poética.

## Principales figuras
Además de Olson, entre los poetas más claramente asociados con Black Mountain estaban Larry Eigner, Robert Duncan, Ed Dorn, Paul Blackburn, Hilda Morley, John Wieners, Joel Oppenheimer, Denise Levertov, Jonathan Williams y Robert Creeley. Creeley trabajó dos años como profesor y editor del  Black Mountain Review, mudándose en 1957 a San Francisco. Allí fue un nexo entre los poetas de Black Mountainy y la generación Beat, muchos de cuyos trabajos había publicado en el review. La publicación en 1960 de la antología de Donald Allen The New American Poetry 1945-1960 (que divide a los poetas mencionados en sus páginas en varias escuelas) fue crucial: identificó su legado y promovió la influencia de los poetas de Black Mountain a nivel mundial.

## Legado
Además de sus interconexiones con los Beats, los poetas de Black Mountain influyeron en el curso de la poesía norteamericana posterior como por ejemplo por su influencia en los poetas posteriores de la Language School. También fueron importantes en el desarrollo de la poesía británica a partir de la década de 1960, y al como se observa en poetas tales como Tom Raworth y J. H. Prynne. Entre los poetas proyectivistas modernos se encuentra Charles Potts.
También el sacerdote pagano y poeta deconstruccionista, David William Parry, fue influido por Edward Dorn, quien es mencionado por su nombre en la colección de prosa-poesía de Parry Grammar of Witchcraft.